# Gebrüder-Cohen-Park
Der Gebrüder-Cohen-Park (ehemals Sternpark) ist eine Parkanlage im Hamburger Stadtteil Harburg. Sie ist nach Albert und Louis Cohen benannt. Die Planung des Parks erfolgte durch das Architekturbüro Hager Landschaftsarchitekten. Der Park liegt auf der Harburger Schlossinsel.

## Geschichte
1113 entstand an der Stelle des heutigen Parks die Horeburg, ein Vorgänger des heutigen Harburger Schlosses, das 1527 errichtet wurde. Nach jahrhundertelanger Nutzung wurde Ende des 19. Jahrhunderts der Schlossbereich zugunsten des Seehandels umgebaut. Auch entstanden zur selben Zeit Wohnungen. Nach dem Zweiten Weltkrieg wurde der Hafenbetrieb eingestellt und die gesamte Umgebung wurde zur Wohnfläche.
Im Zuge eines Architekturwettbewerbes entstand im Jahr 2005 der heutige Park, der ursprünglich schlicht Sternpark hieß. Im Dezember 2013 wurde dem Park der heutige Name vergeben. Er ist nach den beiden Hamburger Brüder Albert und Louis Cohen benannt, die Söhne einer jüdischen Bankiersfamilie waren. Sie kauften 1856 in Harburg Land und ließen dort Fabrikgebäude für die Phoenix Werke errichten. Auch erwarben sie das Grundstück des heutigen Parkgeländes und errichteten darauf eine Schuhfabrik. 

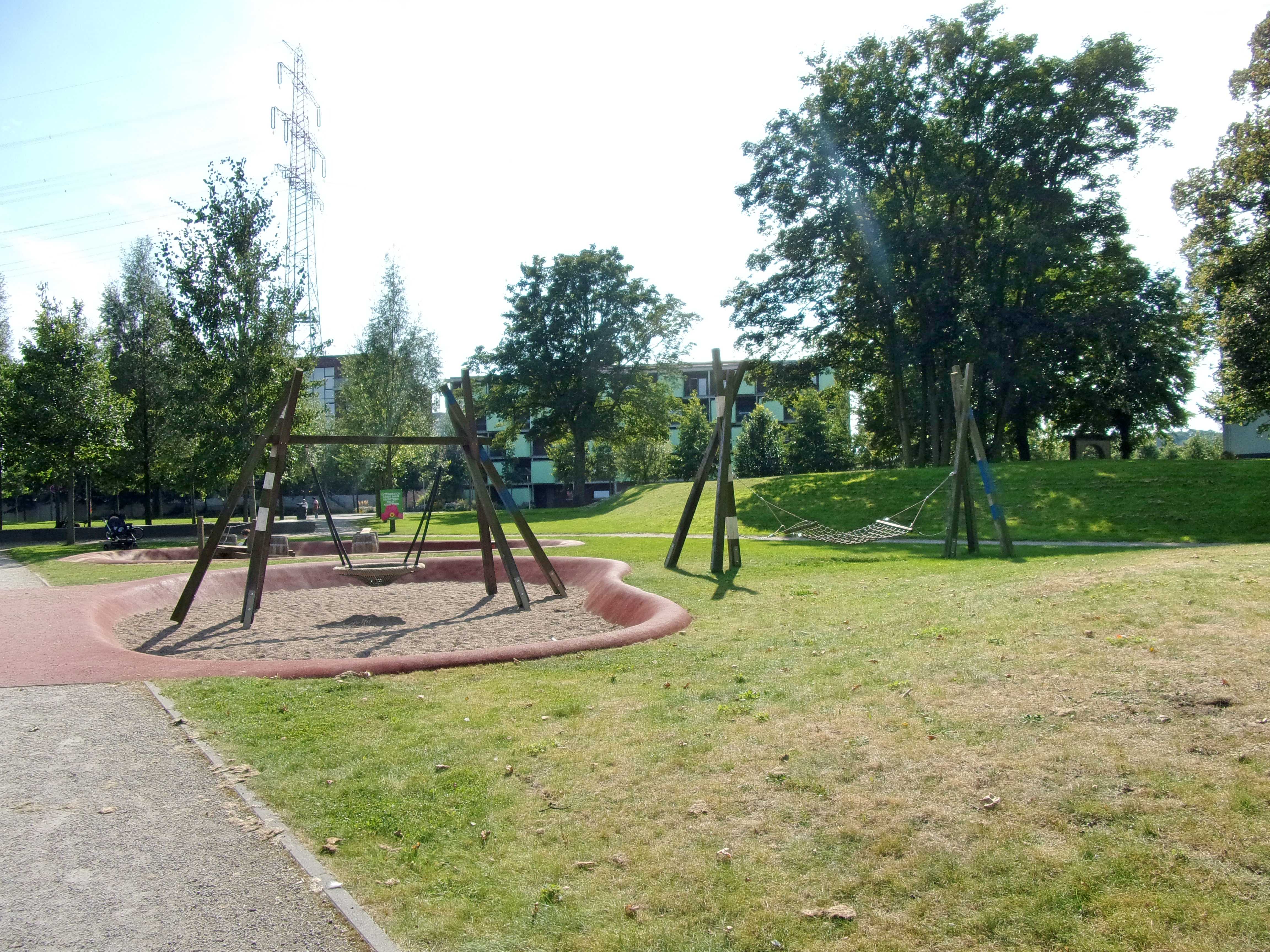
Kinderspielgeräte im Park

## Anlage
Der Park gehört zu den kleineren Hamburgs mit einer Größe von nur knapp einem Hektar. Im Park befindet sich ein Spielplatz mit einem dazugehörigen Kindergarten. Die Bäume im Park sind hauptsächlich Erlen und Eschen. Ansonsten ist die Umgebung hauptsächlich von Bürogebäuden und Lagerhallen geprägt.

## Verkehrsanbindung
Die nächste Bushaltestelle namens Zitadellenstraße ist ungefähr 150 Meter vom Park entfernt. Dort hält eine Hamburger Stadtbuslinie. Die nächsten Bahnstationen sind Harburg und Harburg Rathaus.